# I grandi successi (Litfiba)
I Grandi Successi: Litfiba è una raccolta non ufficiale (in quanto non autorizzata dalla band) dei Litfiba, pubblicata il 23 maggio 2008 dalla casa discografica Warner Music Italy.

## Tracce

### CD 1
1. El Diablo - 4:24
2. Re del silenzio - 4:06
3. Apapaia - 4:59
4. Santiago - 3:36
5. Eroi nel vento - 3:43
6. Istanbul - 5:42
7. Gioconda - 4:59
8. Desaparecido - 3:23
9. Sotto Il Vulcano - 4:49
10. Elettrica Danza - 3:21
11. Il Vento (Live) - 4:46
12. Cangaceiro (Live) - 4:36

### CD 2
1. Proibito - 3:47
2. Bambino - 5:15
3. Ragazzo - 4:40
4. Siamo Umani - 4:06
5. Amigo - 3:20
6. Corri - 3:46
7. Maudit - 4:54
8. Firenze Sogna - 4:38
9. Fata Morgana - 5:13
10. Gira Nel Mio Cerchio (Live) - 3:56
11. Tequila (Live) - 1:42
12. Tex (Live) - 4:24